# Bira (Fluss)
Die Bira (russisch Бира) ist ein 424 Kilometer langer linker Nebenfluss des Amur in der Jüdischen Autonomen Oblast (Russland).

## Verlauf
Die Bira entsteht auf 216 m Höhe inmitten des Kleinen Hinggan-Gebirges wenige Kilometer westlich der Siedlung städtischen Typs Birakan aus den Quellflüssen Kuldur von links und Sutara (auch Sutar) von rechts. Der 60 Kilometer lange Kuldur kommt aus nördlicher Richtung, wo er am mehrere Dutzend Kilometer entfernten Hauptkamm des Mittelgebirges an der Grenze zur Region Chabarowsk in etwa 600 m Höhe entspringt, während die 123 Kilometer lange Sutara ihren Ursprung gut 60 Kilometer Luftlinie in südwestlicher Richtung entfernt, am nach ihr benannten, südöstlich vorgelagerten Sutara-Kamm (Sutarski chrebet) hat.
Die Bira fließt zunächst in einem relativ weiten Tal in östlicher Richtung und wendet sich nach Erreichen des Flachlands der Amurniederung in südliche Richtung. Sie mäandriert auf einigen Abschnitten stark, am Mittellauf in weiten Bögen, sodass die Flusslänge die per Luftlinie überwundene Entfernung um mehr als das Doppelte übersteigt. Der Fluss mündet unterhalb von Leninskoje in den linken Arm (Protoka Golowinskaja) des Amur, dessen jenseits mehrerer Inseln verlaufender Hauptarm dort die Grenze Russlands zur Volksrepublik China markiert. In Mündungsnähe ist die Bira bis zu 200 Meter breit; die Fließgeschwindigkeit beträgt dort 0,8 m/s.
Die bedeutendsten Nebenflüsse sind Bolschaja Kamenuschka (Große Kamenuschka), Nikita, Sagdy-Bira und Ikura, die alle von links vorwiegend in den oberen Mittellauf der Bira münden.
Der Name des Flusses ist vermutlich vom ewenkischen Wort für Fluss abgeleitet. Manchmal wird sie auch Große Bira (Bolschaja Bira) genannt, um sie von der Kleinen Bira (Malaja Bira) zu unterscheiden, die wenige Kilometer oberhalb (westlich) ebenfalls von links in den Amur mündet. Vom Amur und seinem linken Zufluss Tunguska abgesehen, die entlang der Grenzen des Gebietes fließen, ist die Bira der bedeutendste Fluss der Autonomen Oblast. Nach ihr sind die am Fluss liegenden Siedlungen Birakan und Bira sowie das Oblastverwaltungszentrum Birobidschan benannt, das ebenfalls durchflossen wird.

## Hydrologie
Das Einzugsgebiet der Bira umfasst 9580 km².
Für die Sommermonate sind starke niederschlagsbedingte Pegelschwankungen und episodische Hochwässer charakteristisch.

## Nutzung und Infrastruktur
Der Unterlauf der Bira ist auf etwa 100 Kilometern ab dem Dorf Scholty Jar südlich von Birobidschan für kleinere Fahrzeuge schiffbar, ist aber nicht mehr in der Liste der Binnenwasserstraßen Russlands aufgeführt.
Vom Ursprung der Bira zwischen Iswestkowy und Birakan bis nach Birobidschan folgen dem Flusstal auf der linken Seite, abschnittsweise direkt am Fluss, die Transsibirische Eisenbahn (etwa Streckenkilometer 8240 bis 8350 ab Moskau) sowie die Fernstraße M 58 Amur von Tschita nach Chabarowsk als Teil der transkontinentalen Straßenverbindung. In Birobidschan wird der Fluss von der dort abzweigenden Bahnstrecke nach Leninskoje sowie der Regionalstraße R 454, die über Leninskoje nach Nowoje am Amur führt, überquert. Von Birobidschan folgt eine Lokalstraße der linken Flussseite durch die dort liegenden Dörfer. Bei Naifeld gibt es gut 50 Kilometer oberhalb der Mündung eine weitere Straßenbrücke und ab dort eine weitere Lokalstraße an der rechten Seite des Flusses.